# Leonard Höijer
Johan Leonard Höijer, född 1 februari 1815 i Stockholm, död 11 juli 1884 i Helgesta i Södermanland, var en svensk tonsättare och skriftställare.

## Biografi
Höijer var barnhusbarn och adopterades av protokollssekreteraren Lars Cronholm. Fosterfadern avled av kolera 1834. Höijer gifte sig 1843 med Julia Kristina Westeé. 
Höijer antogs 1834 som elev vid Musikaliska akademien. Han blev 1842 organist i Franska reformerta kyrkan i Stockholm och 1843 i Katarina kyrka. Han blev 1845 associerad medlem av Musikaliska akademien och var 1848-1849 musikrecensent i Dagligt Allehanda, 1850-1851 i Bore och 1853-1859 i Svenska Tidningen. Han skrev artiklar i Aftonbladet, Post- och Inrikes Tidningar och andra tidningar och var en tid redaktör för Ny Tidning för Musik.

### Tonsättningar
- Atterbom, Guitarrspelerskan i Salerno
- I sommarqvällen
- Grafven och Rosen
- Cantat vid prins Gustafs dödsfest i konstnärsgillet
- Skandinavisk sång för flerstämmig kör
- Första utflygten i tonernas verld, samling af lätta pianostycken